# WxPython
WxPython — оболонка бібліотеки графічного інтерфейсу користувача wxWidgets для Python. Одна з альтернатив Tkinter, яка поставляється разом з Python. Реалізована у вигляді модуля розширення Python (машинний код). Інші популярні альтернативи — PyGTK і PyQt. Так само, як і WxWidgets, WxPython є вільним програмним забезпеченням. Для Python версії 3 оболонка отримала назву wxPython Phoenix.

## Приклад
Програма «Hello, world!» демонструє створення двох головних об'єктів в WxPython — основного об'єкта вікна і об'єкта додатка та передачу управління оброблювачу подій викликом функції MainLoop(), який відповідає за інтерактивну частину взаємодії програми з користувем.
```
#!/usr/bin/env python

import
 
wx

 

class
 
TestFrame
(
wx
.
Frame
):

    
def
 
__init__
(
self
,
 
parent
,
 
title
):

        
wx
.
Frame
.
__init__
(
self
,
 
parent
,
 
id
=-
1
,
 
title
=
title
)

        
text
 
=
 
wx
.
StaticText
(
self
,
 
label
=
title
)

 

app
 
=
 
wx
.
PySimpleApp
()

frame
 
=
 
TestFrame
(
None
,
 
"Hello, world!"
)

frame
.
Show
()

app
.
MainLoop
()

```